# Катерини
Катери́ни (греч. Κατερίνη) — город в восточной части Греции. Административный центр одноимённой общины в периферийной единице Пиерия в периферии Центральная Македония. Расположен на высоте 35 м над уровнем моря, на юге Солунской низменности, между горой Олимп и заливом Термаикос Эгейского моря, в 68 км от Салоник. Крупный центр туризма в стране. Один из крупнейших городов севера Греции. Население 55 997 человек по переписи 2011 года.
Важный транспортный узел на Автостраде 1 Афины — Салоники и железной дороге Афины — Салоники. В городе находится железнодорожная станция.
В городе находится кафедра Китросской, Катерининской и Платамонской митрополии Элладской православной церкви.

## История
В 2 км от города — македонская гробница IV века до н. э.
Время основания города неизвестно. История города уходит корнями в XVII век, когда город находился под властью Османской империи и монахи построили здесь храм святой Екатерины Синайской, в честь которой и назвали город.
После Второй Балканской войны по Бухарестскому мирному договору 1913 года отошёл Греции.

## География
Рельеф преимущественно равнинный. В 6 км находится Монастырь Святого Ефрема Сирина.

## Сообщество
Сообщество Катерини (Κοινότητα Κατερίνης) создано в 1918 году (ΦΕΚ 152Α). В сообщество входит пять населённых пунктов. Население 58 309 человек по переписи 2011 года. Площадь 63,296 км².
| Населённый пункт | Население (2011), человек |
| ---------------- | ------------------------- |
| Андромахи        | 1061                      |
| Катерини         | 55 997                    |
| Неа-Храни        | 467                       |
| Неон-Керамидион  | 464                       |
| Олимбиаки-Акти   | 320                       |

## Население
| Год  | Население, человек |
| ---- | ------------------ |
| 1991 | 44 684             |
| 2001 | 51 332             |
| 2011 | ↗ 55 997           |

## Галерея

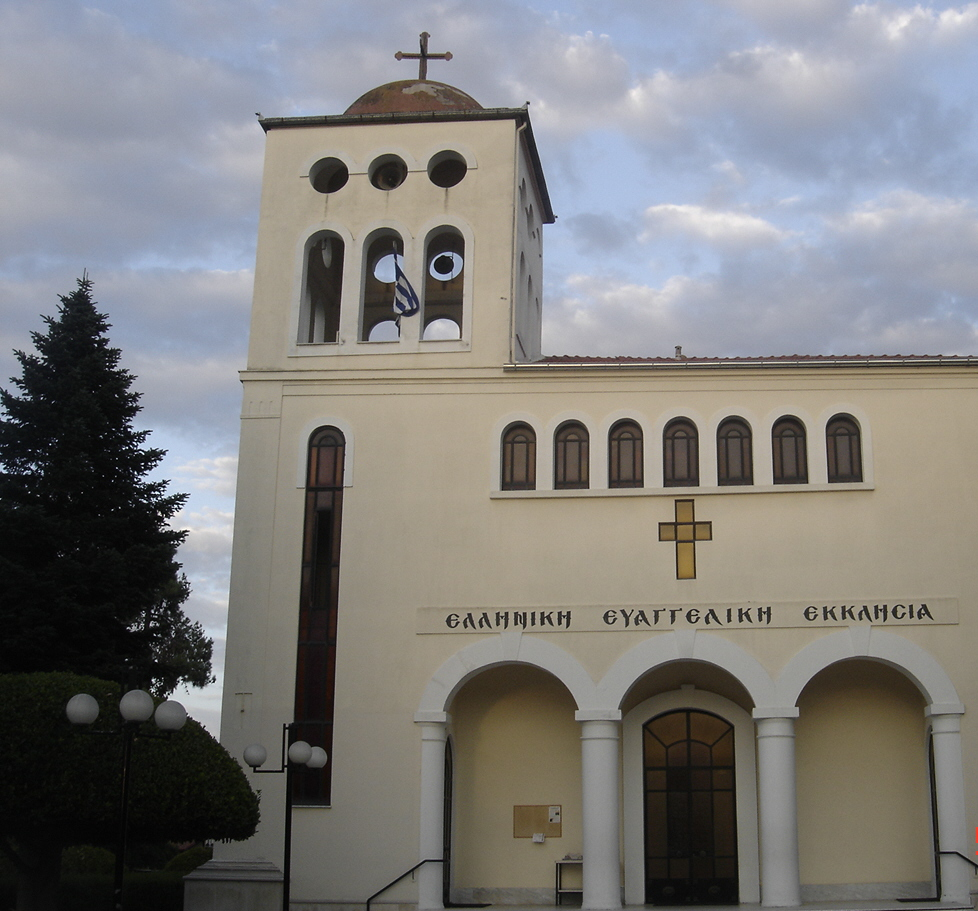
Церковь
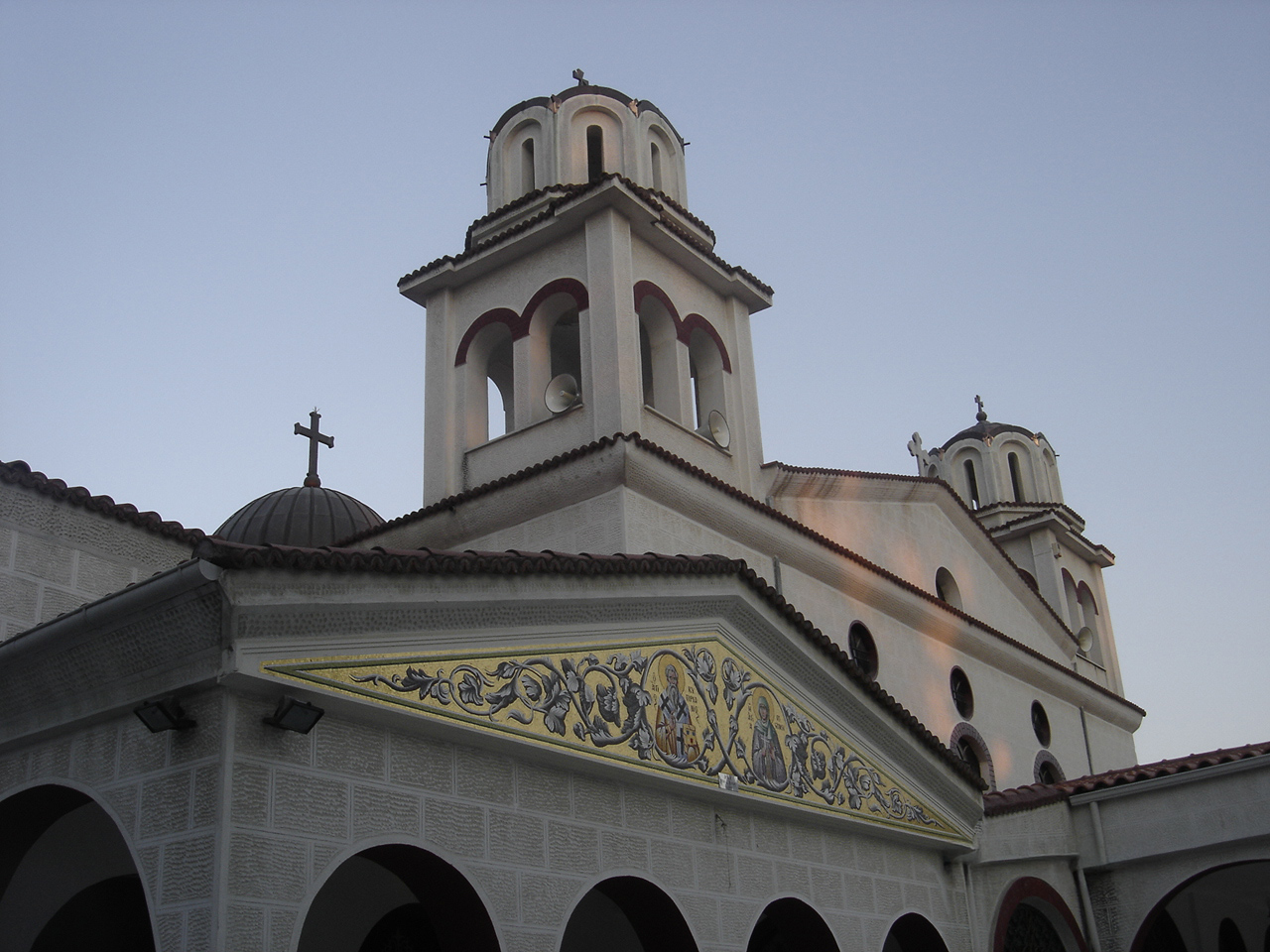
Митрополия.
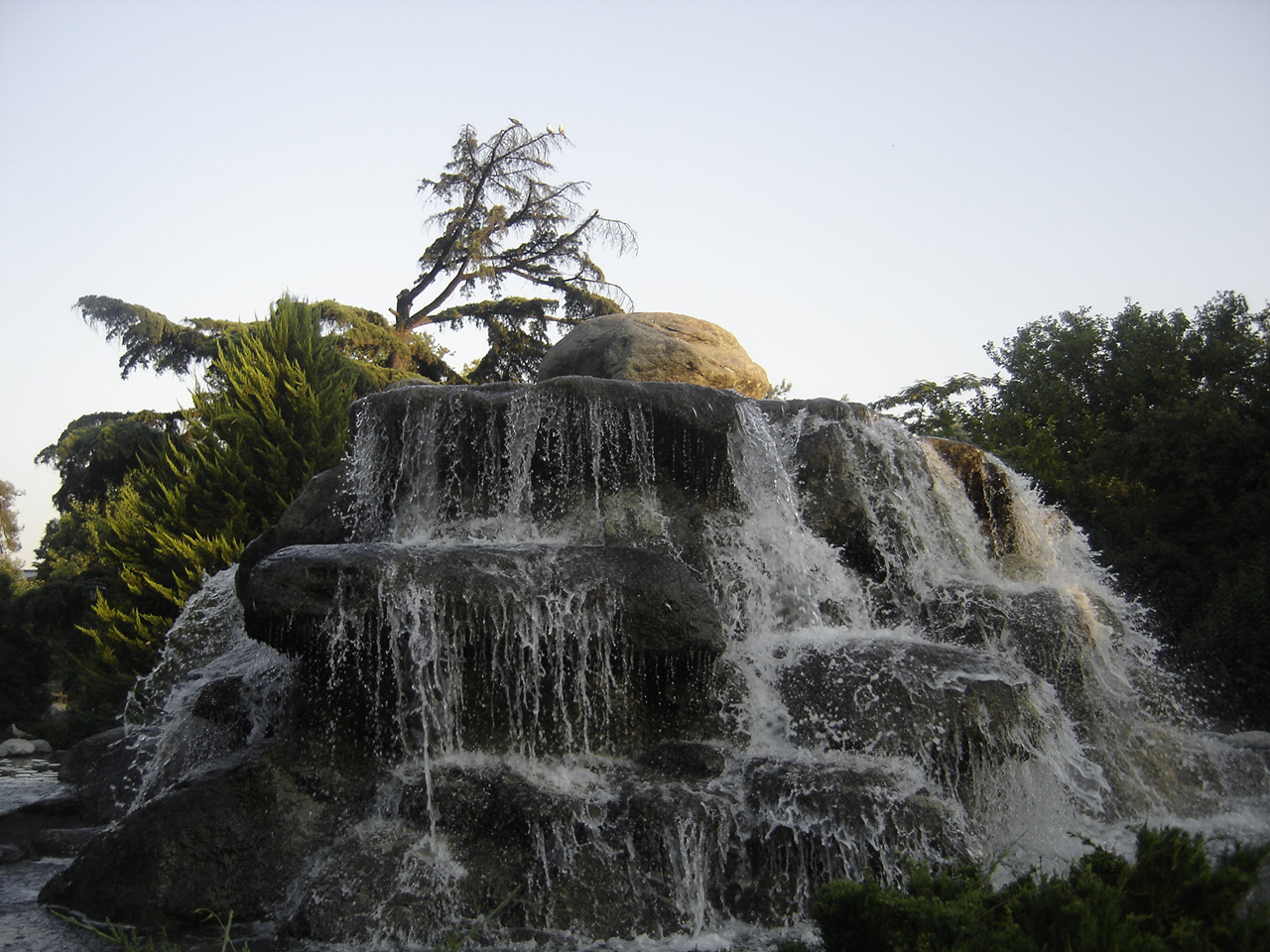
Городской парк.